# حق تحجیر
حق تَحجیر (حق سنگ‌نشانی) حق اولویتی است برای کسی که شروع به احیاء اراضی موات کرده است.
حق تحجیر یعنی وقتی کسی برای آباد کردن زمینی که مالک ندارد (مثل زمین بایر)، اقدامات اولیه‌ای مانند سنگ‌چینی یا کندن چاه انجام می‌دهد، برایش حق تقدم در صاحب شدن آن زمین ایجاد می‌شود، ولی تا زمین را کامل آباد نکند، مالک واقعی نمی‌شود.
واژهٔ «تحجیر» از ریشهٔ «حَجَر» به‌معنای «سنگ» است و منظور از آن حق سنگ‌نشانی و نشانه‌گذاری زمین با سنگ‌چینی است.

## تعریف

### در قانون
ماده ۱۴۲ قانون مدنی حق تحجیر را چنین تعریف می‌کند:
شروع در احیاء از قبیل سنگ چیدن اطراف زمین یا کندن چاه و غیره تحجیر است و موجب مالکیت نمی‌شود ولی برای تحجیر کننده ایجاد حق اولویت در احیاء می‌نماید.
محمدجعفر جعفری لنگرودی معتقد است تحجیر هر عمل مادی است که با صرف کار یا هزینه (یا هر دو) به قصد احیاء موات و اراضی مباحه صورت گیرد ولی به سر حد احیاء عرفی نرسد. در صورتی که تحجیر کننده فوت کند، حق اولویت او به ارث می‌رسد.

### در فقه
شیخ طوسی در المبسوط فی فقه الإمامیة حق تحجیر را چنین بیان می‌کند:
إذا تحجر أرضا من الموات، و التحجیر أن یؤثر فیها أثرا لم یبلغ به حد الاحیاء، مثل أن ینصب فیها المروز أو یحوط علیها حائطا و ما أشبه ذلک من آثار الإحیاء، فإنه یکون أحق بها من غیره، فاقطاع السلطان بمنزلة التحجیر.
زمانی که شخص اراضی موات را تحجیر کند، و تحجیر آن است که اثری در زمین ایجاد کند ولی نه به حد احیای آن؛ مثل اینکه مرزی در آن به وجود بیاورد یا دیواری بر آن بکشد و موارد دیگر که از آثار احیاء زمین باشد. بنابر این تحجیر کننده به آن زمین نسبت به دیگران حق اولویت دارد. همچنین است اقطاع حاکم و سلطان که به منزله تحجیر شمرده شده.

## شرایط تحقق حق تحجیر
در بین شرایط حق تحجیر اختلافاتی وجود دارد، گروهی از حقوقدانان و فقیهان بخشی از این شرایط و گروهی دیگر شرایط بیشتری می‌پذیرند. برخی از این شرایط عبارتند از:
- قصد احیاء و تسلط: مثلاً اگر گروهی نظامی برای مدت چند روز به مأموریتی بروند و برای نصب چادر خود، زمین آنجا را مسطح و اطراف آن را سنگ چین کرده باشند، چون قصد احیاء و تسلط را ندارد حق تحجیر به آنان تعلق نمی‌گیرد.
- انجام عمل: در اینکه حتماً تحجیر کننده باید عملی انجام دهد اختلاف وجود دارد. طبق ظاهر قانون چنین شرطی متجز نیست.
- تعیین محدوده: مثلاً اگر تحجیر کننده بجای اینکه یک محدوده خاصی را سنگ چینی بکند، یک خط مستقیم را سنک چینی کرده که در این صورت مستحق حق تحجیر نخواهد بود.
- قدرت بر احیاء: مثلاً اگر کسی مساحت زیادی را سنگ چینی کرده ولی توانایی مالی احیای آن زمین را نداشته باشد، در این صورت نیز مستحق حق اولویت نخواهد بود.[۵]